# Total Entropy
Total Entropy è un album in studio dell'attrice e cantante italiana Asia Argento, pubblicato nel 2013.

## Tracce
1. Ours (with Tim Burgess)
2. Ugly Ducklings (with Toog)
3. Double Jeu (with Hector Zazou)
4. Life ain't enough for you (with The Legendary Tigerman)
5. Je t'aime, moi non plus (with Tikovoi & Brian Molko)
6. CheeseAndEggs (with Morgan)
7. Radical Bravery (with Fortuna)
8. Someone (with Archigram)
9. Sexodrome (with Morgan)
10. Vampy (with Antipop)
11. Indifference (with Morgan)
12. Come (with the.art.of.FY)
13. Live Fast! Die Old! (with Munk)
14. My stomach is the most violent of all of Italy (with The Legendary Tigerman)
15. Liebestod (with Morgan)
16. Le Sacre du Printemps (with Anton Newcombe)